# Нойзідль-ам-Зее
Нойзідль-ам-Зее (нім. Neusiedl am See) — місто, окружний центр в Австрії, у федеральній землі Бургенланд.
Входить до складу округу Нойзідль-ам-Зее. Населення становить 7588 чоловіки (станом на 31 грудня 2014 року). Займає площу 56,99 км².

## Політична ситуація

### Вибори — 2007
Бургомістр — Курт Ленч (АНП) за результатами виборів 2007 року.
Рада представників громади (нім. Gemeinderat) має 25 місць:
- АНП — 14 місць;
- СДПА — 8 місць;
- Зелені — 2 місця;
- АПС — 1 місце.

### Вибори — 2012
Бургомістр — Курт Ленч (АНП) за результатами виборів 2012 року.
Рада представників громади має 25 місць:
- АНП — 12 місць;
- СДПА — 10 місць;
- Зелені — 2 місця;
- АПС — 1 місце.

### Вибори — 2017
Бургомістр — Елізабет Бем (СДПА) за результатами виборів 2017 року.
Рада представників громади має 25 місць:
- АНП — 11 місць;
- СДПА — 10 місць;
- Зелені — 2 місця;
- АПС — 2 місця.